# Amphilophus lyonsi
Espèce
Amphilophus lyonsi est une espèce de poissons néotropicaux.